# Luancheng
Luancheng (chinesisch 栾城区, Pinyin Luánchéng Qū) ist ein chinesischer Stadtbezirk der bezirksfreien Stadt Shijiazhuang der Provinz Hebei. Er hat eine Fläche von 351,9 km² und zählt 355.775 Einwohner (Stand: Zensus 2010). Sein Hauptort ist die Großgemeinde Luancheng (栾城镇).

## Administrative Gliederung
Auf Gemeindeebene setzt sich der Kreis aus fünf Großgemeinden und drei Gemeinden zusammen. 